# Vuelta Ciclista del Uruguay 1958
La 15ª edición de la Vuelta Ciclista del Uruguay, se llevó a cabo entre el 29 de marzo y el 6 de abril de 1958.
Volviendo a ser 9 las etapas, se recorrieron 1533 km, donde René Deceja obtuvo su primera victoria defendiendo al club ciclista Audax de Montevideo 

## Etapas
| Etapa     | Fecha       | Recorrido            | Km  | Ganador de la etapa                    | Líder de la clasificación general  |
| 1.ª etapa | 29 de marzo | Montevideo-Rocha     | 196 | Luis Pedro Serra (Fed. San José)       | Luis Pedro Serra (Fed. San José)   |
| 2.ª etapa | 30 de marzo | Rocha-Treinta y Tres | 181 | Felicísimo Prais (Fed. 33)             | Gabriel Barrios (Artigas de Rocha) |
| 3.ª etapa | 31 de marzo | Treinta y Tres-Minas | 175 | Rodolfo Villanueva (Amanecer)          | Gabriel Barrios (Artigas de Rocha) |
| 4.ª etapa | 1 de abril  | Minas-Florida        | 156 | Luis Pedro Serra (Fed. San José)       | Miguel Curto Pérez (Las Palmas)    |
| 5.ª etapa | 2 de abril  | Florida-Trinidad     | 141 | Rodolfo Villanueva (Amanecer)          | Miguel Curto Pérez (Las Palmas)    |
| 6.ª etapa | 3 de abril  | Trinidad-Paysandú    | 199 | José Santibáñez (Unión Española Chile) | René Deceja (Audax)                |
| 7.ª etapa | 4 de abril  | Paysandú-Fray Bentos | 126 | Héctor Castro (Fed. San José)          | René Deceja (Audax)                |
| 8.ª etapa | 5 de abril  | Mercedes-San José    | 190 | Virgilio Pereyra (Olimpia)             | René Deceja (Audax)                |
| 9.ª etapa | 6 de abril  | San José-Montevideo  | 169 | Tomás Correa (San Antonio Paysandú)    | René Deceja (Audax)                |

## Clasificaciones finales
| \| 1. \| René Deceja \| Uruguay \| Audax Uruguay \| 46h 36' 01" \| \| 2. \| Pedro Lartegui \| Uruguay \| Peñarol Uruguay \| a 2' 21" \| \| 3. \| Gabriel Barrios \| Uruguay \| Artigas de Rocha Uruguay \| a2' 41" \| \| 4. \| Miguel Curto Pérez \| Uruguay \| Las Palmas Uruguay \| a 6' 38" \| \| 5. \| Héctor Castro \| Uruguay \| Fed. San José Uruguay \| a 8' 05" \| \| 6. \| Luis Pedro Serra \| Uruguay \| Fed. San José Uruguay \| a 8' 14" \| \| 7. \| Héctor Placeres \| Uruguay \| Fed. San José Uruguay \| a 19' 31" \| \| 8. \| Felicísimo Prais \| Uruguay \| Fed. 33 Uruguay \| a 22'32" \| \| 9. \| José Santibáñez \| Chile \| Unión Española Chile Chile \| a 25' 47" \| \| 10. \| Eduardo Puertollano \| Uruguay \| General Hornos Uruguay \| a 26' 10" \| |                     |         |                            |             |
| 1. | René Deceja         | Uruguay | Audax Uruguay              | 46h 36' 01" |
| 2. | Pedro Lartegui      | Uruguay | Peñarol Uruguay            | a 2' 21"    |
| 3. | Gabriel Barrios     | Uruguay | Artigas de Rocha Uruguay   | a2' 41"     |
| 4. | Miguel Curto Pérez  | Uruguay | Las Palmas Uruguay         | a 6' 38"    |
| 5. | Héctor Castro       | Uruguay | Fed. San José Uruguay      | a 8' 05"    |
| 6. | Luis Pedro Serra    | Uruguay | Fed. San José Uruguay      | a 8' 14"    |
| 7. | Héctor Placeres     | Uruguay | Fed. San José Uruguay      | a 19' 31"   |
| 8. | Felicísimo Prais    | Uruguay | Fed. 33 Uruguay            | a 22'32"    |
| 9. | José Santibáñez     | Chile   | Unión Española Chile Chile | a 25' 47"   |
| 10. | Eduardo Puertollano | Uruguay | General Hornos Uruguay     | a 26' 10"   |

| \| 1. \| Federación de San José \| Uruguay \| 140h 10' 01" \| \| 2. \| Olimpia \| Uruguay \| a 2h 18' 42" \| \| 3. \| General Hornos \| Uruguay \| a 5h 48' 09" \| \| 4. \| Trébol de La Paz \| Uruguay \| a 14h 46' 17" \| |                        |         |               |
| 1. | Federación de San José | Uruguay | 140h 10' 01"  |
| 2. | Olimpia                | Uruguay | a 2h 18' 42"  |
| 3. | General Hornos         | Uruguay | a 5h 48' 09"  |
| 4. | Trébol de La Paz       | Uruguay | a 14h 46' 17" |